# Soizé
Soizé is een plaats en voormalige gemeente in het Franse departement Eure-et-Loir in de regio Centre-Val de Loire en telt 275 inwoners (2004). De plaats maakt deel uit van het arrondissement Nogent-le-Rotrou.

## Geschiedenis
Soizé is op 1 januari 2019 gefuseerd met de gemeente Authon-du-Perche tot een nieuwe gemeente, eveneens Authon-du-Perche geheten. 

## Geografie
De oppervlakte van Soizé bedraagt 17,9 km², de bevolkingsdichtheid is 15,4 inwoners per km².
De onderstaande kaart toont de ligging van Soizé met de belangrijkste infrastructuur en aangrenzende gemeenten.

## Demografie
Onderstaande figuur toont het verloop van het inwonertal (bron: INSEE-tellingen).